# John Rastell
John Rastell (o Rastall), fallecido en 1536, fue un impresor y autor inglés.
Nació en Londres a fines del siglo XV y se educó en Oxford, aprendiendo leyes, abogacía, música y arquitectura. Fue el primer impresor inglés que publicó obras dramáticas. En 1530 escribió una defensa de la doctrina católica sobre el Purgatorio, A New Boke of Purgatory (1530), en diálogos. Como causó alguna polémica, contestó con una Apology against John Fryth. Se casó con Elizabeth, hermana de Tomás Moro, con cuyos puntos de vista tenía mucho en común. Se convirtió al final a la fe reformista y llegó a ser un activo colaborador de Thomas Cromwell y la Reforma; sus críticas le llevaron a la cárcel en 1535. Murió probablemente en prisión en 1536; tuvo dos hijos, William, y otro llamado como él, John Rastell, que no hay que confundir con el Jonn Rastell (1532-1577) que fue jesuita y también escritor. La obra más conocida de Rastell es The Pastyme of People, the Chronydes of dyvers Realmys and most specially of the Realme of England (1529), una crónica del reinado de Ricardo III de Inglaterra editada por Thomas Frognall Dibdin en 1811. Sus Expositiones terminorum legum Angliae (Londres, ¿1523?) es un repertorio de leyes en forma de diccionario que fue muy popular y fue traducido al inglés en 1527 y reimpreso en 1629, 1636, 1641 etcétera con el curioso título Les Termes de la Ley; The Abbreviation of Statutis (1519) también fue muy reimpresa. Es autor de una pieza teatral moral, A new Interlude and a Mery of the Elements, escrito alrededor de 1519. También se le debe la primera traducción de La Celestina al inglés.

## Fuente
- J. Geritz, John Rastell (Boston: Twayne, 1983),
- E. J. Devereux, A Bibliography of John Rastell. 1999. ISBN 0-7735-1841-X

- Datos: Q1215508